# 移動式クレーン

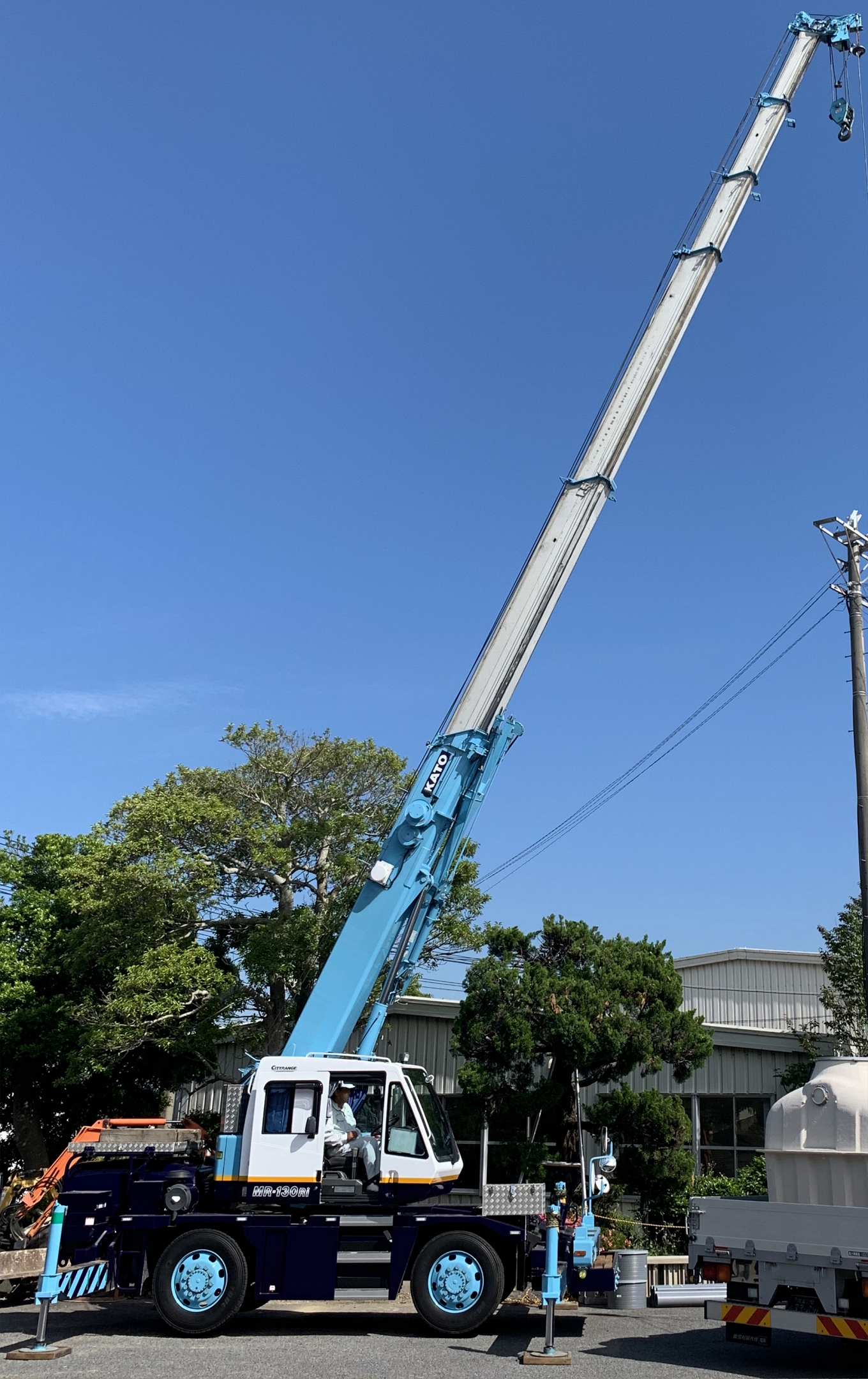
ジブを伸ばしたラフテレーンクレーン

移動式クレーン（いどうしきクレーン）とは、クレーン・移動式クレーンなどを含む広義のクレーンについての日本の法令の定義区分のひとつであり、当該広義のクレーンのうち狭義のクレーン、デリック、揚貨装置以外のもので、不特定の場所へ移動して作業できる構造のもの。それぞれに運転資格が異なり、この区分のものの運転には移動式クレーン運転士免許等が必要となる。移動式クレーンの定義として、不特定の場所へ移動できることが前提であるため、長距離であっても構内のクレーン用レール上だけを移動する門型クレーンやコンテナ船積用クレーン等は移動式クレーンに該当しない。逆に、固定した配電盤等にケーブルを接続して送電を受けて運転する電動クローラクレーン等は、ケーブルの長さ範囲でしか移動できないが、走行路が特定されておらず任意の方向かつ経路を走行できるので移動式クレーンと見做される。船舶上に搭載されたもの（揚貨装置に該当するものを除く）、非自航船または台船上に搭載されたもの、鉄道軌道上を走行して移動できるものは移動式クレーンとなる。

## 移動式クレーンの分類
- クレーン船 - 船舶または艀（はしけ）にクレーンを搭載したもの。浮きクレーン（フローティング･クレーン）ともいう。ただし、船舶甲板上に設置され自船の積荷の積み卸しを主として行うものは揚貨装置（要・別資格）となる。
- ホイールクレーン - 車輪のついたクレーンで走行可能なものを指す。特殊自動車例示1-イ、9ナンバー。
- トラッククレーン - トラック用シャシ、またはクレーンキャリアの上に架装されたクレーンを指すもので、道路走行用とクレーン操作用の2つの運転席を有する。特種用途自動車使用目的3-3、8ナンバー。[1]
- ラフテレーンクレーン - ホイールクレーンのうち、不整地走行性に優れるもので、走行とクレーン操作を同じ運転席で行う構造をもつ。クレーンメーカーが上部旋回体・吊上装置・下部走行体の全てを一貫製造するのが一般的。日本国内ではトラッククレーンからの置き換えが進んでいる。[1]
- オールテレーンクレーン - 外観はトラッククレーンに似るが、4軸（8輪車）以上のものが主流。車体が大きく重量も大きいため安定性に優れ、高所への吊り作業に適しているのが特長。また全ての車輪を舵取りできるものが主流で、車体が大きいにもかかわらず最小回転半径が小さく小回りが利く。特種用途自動車使用目的3-3、8ナンバー。
- クローラークレーン - 鉄製またはゴム製の無限軌道（クローラ）で走行する。走行速度は極めて低速であり公道では自走できないが、舗装されていない軟弱な路面上でも走行可能なうえに、ジブを伸展した作業姿勢のまま走行可能であり、河川工事、土木工事、基礎工事、大規模な建築工事の現場などで広く用いられている。小型のものは「ミニクロ（ミニ・クローラクレーン）」と呼ばれ、狭い場所での工事に利用されている[2]。
- 車両積載形トラッククレーン - 俗にいう「カーゴクレーン」であり、一般的にはトラックの荷台とキャブ間に架装されている簡易型のクレーン。「ユニック」という名称は古河ユニックの商標であるが、普通名称化している[2]。直進型のブームを持つものが日本では主流であるが、折り曲げ式ブームのトラック搭載型クレーンもあり、欧米市場ではむしろ折り曲げ式ブームのクレーンの方が普及している。
- 操重車 - クレーンを搭載した鉄道車両。
- クレーン機能付き油圧ショベル - 2000年代より登場、油圧ショベルをベースに掘削作業と吊り上げ作業の兼用が可能になった。

## 移動式クレーンの構造
陸上を走行移動できる移動式クレーンの本体は、上部旋回体と下部走行体により構成されている。

### 上部旋回体
旋回フレームの上には、巻上げ装置、起伏装置、旋回装置、運転室、ブーム（ジブ）が搭載されている。クローラ式、オールテレーン式、一部のホイールクレーンでは、原動機も上部旋回体内に搭載されている。

### 下部走行体
走行体にはクローラ式、トラック式、ホイール式がある。クローラは、クローラベルト、駆動輪、遊動輪、上部ローラ、下部ローラなどで構成される。トラッククレーン、オールテレーンクレーンのキャリアはトラック式、ラフテレーンクレーンのキャリアはホイール式、どちらのキャリアも特殊自動車である。一般的なホイールクレーンとトラッククレーンでは下部走行体に原動機を搭載して走行と作業に兼用している。

### アウトリガ
トラッククレーン、オールテレーンクレーン、ラフタークレーンでは、アウトリガは、下部走行体シャーシ部に取り付けられ、アウトリガボックス、アウトリガビーム、アウトリガフロートなどにより構成される。油圧伸縮シリンダでアウトリガビームを張り出し、油圧ジャッキシリンダで機体を持ち上げ支える。タイプとして、H型アウトリガ、X型アウトリガがある。
- H型アウトリガ：アウトリガボックスはシャーシ部と一体になっている。アウトリガビーム先端に油圧ジャッキシリンダがあり、その油圧ジャッキシリンダ先端に着脱式のアウトリガフロートを取り付ける構造。
- X型アウトリガは、アウトリガボックス根本がシャーシ部にピン固定され、アウトリガボックス先端を油圧ジャッキシリンダが押す構造である。アウトリガビーム先端にアウトリガフロートが取り付けられている。

ミニクロには車体側面にカニの脚のような形状のアウトリガを取り付けた種類があり、「かにクレーン」などと呼ばれている。
鉄道用操重車で吊上荷重5トン未満の小型のものでは、アウトリガーを装備せず、ターンバックルまたは油圧クランプ装置で、走行車体枠とレールを締付緊締して転倒防止する方式もある。

### ワイヤロープ
ワイヤロープは、吊り荷巻上げ、ジブ起伏装置（クローラクレーンやラフィングジブなど）に用いられる。

### ドラム（巻胴）
主ドラム、補ドラム、ジブ起伏用ドラム、第三ドラムなどがある。移動式クレーンでは、使用するワーヤーロープが長いため、ドラムにワーヤーロープを多層巻きにする。

### シーブ
シーブは、ブームの先端、フックブロック、ジブ起伏ロープの端末で用いられ、このシーブを介してワイヤロープが複数本掛けされる。シーブ一枚の機械効率は、滑り軸受け0.96、転がり軸受け0.98。

### クレーン船の構造
小型船舶のクレーン船では長らくデリックが多用されていたが、近年では車両積載形トラッククレーン - 俗にいう「カーゴクレーン」を採用したものが増えている。吊上荷重がおよそ20トン以下の漁業支援用途、揚錨作業用の小型クレーン船では、主巻と起伏のみで旋回機能を有さないものもある。吊上荷重が数十トンから500トン程度の港湾工事・海洋工事用途のものでは、高脚または高床デッキ上にクローラ式クレーンと同様な上部旋回体を搭載したものが一般的である。工事用クレーン船ではグラブバケット作業や重錘を重力落下させて岩礁を破砕する作業が多いので、陸上の移動式クレーンとは違い単索吊上力が非常に大きく、大型クレーン船では単索吊上力50～60トン程度のものが多い。吊上荷重がおよそ1000トンを超える大型クレーン船では、自体に航行装置を持たず、主ジブの動きは起伏のみで旋回機能を持たないものが殆どであり、旋回が必要なときは随伴するタグボートの推進力を受けて船体自体を旋回させる。

## 要求される性能とその環境
トラッククレーン、ラフテレーンクレーン、オールテレーンクレーンに要求される性能とその環境について記す。
1. 建設工事の大型化、建造物の高層化に伴い、ブームの長尺化と吊り上げ能力の向上が求められている。しかしながら、単にブーム断面を大きくしたり、厚板化するだけでは重量が増加し、安定性能の低下要因となる。
2. 作業効率向上のため、作業現場への移動を速やかに行える機動性と走行性能が求められている。その一方、国土交通省の「道路運送車両の保安基準」、「車両制限令」からは、一般道路を走行可能な条件として、車両総重量や軸重などの制限が設けられている。

上記1、2の条件のなかで優れた吊り上げ性能、走行性能を満足するためには、クレーンを構成する各構造物、とりわけブームにおいて、軽量で高剛性、高強度を持つことが必要である。さらに、これらの構造物は溶接製缶物が主体であることから、材料としては、溶接性の優れた高張力鋼が望まれる。

## 移動式クレーンの道路通行

### 特殊車両の通行許可制度
国内で自動車登録されている、つり上げ荷重16ｔを超えるラフテレーン、ほぼすべてのオールテレーンクレーンは、車両制限令の最高限度（一般的制限値）の重量、寸法を超えている。
これらの車両は「特殊車両」として、道路管理者に通行許可を申請し、許可を受けなければ道路を通行することはできない。
道路法第47条の2第1項では、道路管理者は車両の構造又は車両に積載する貨物が特殊であるためやむを得ないと認めるときは、最高限度(一般的制限値)、個別的制限値を超える車両を通行させようとする者の申請に基づいて、通行経路、通行時間等について、道路の構造を保全し、又は交通の危険を防止するため必要な条件（徐行、連行禁止、前後の誘導車の配置、通行時間の指定等）を付して通行を許可することができる、 と規定している。
この規定による制度が特殊車両の通行許可制度である。

### 移動式クレーンの通行許可の現状

#### ラフテレーンクレーン
ラフテレーンクレーンの場合は分解の必要がなく、全装備走行姿勢で通行許可を取得できるが、付された通行条件（A、B、C、D）にしたがい、徐行、連行禁止、前後の誘導車の配置、通行時間帯などを守って通行しなければならない。
通行経路、クレーンによって通行条件は異なるが、つり上げ荷重25tクラスでは前後の誘導車の配置が必要な通行条件C、つり上げ荷重50t～60tクラスは夜間の通行時間帯指定等が加わる通行条件D で許可が出るケースが多いのが現状である。

#### オールテレーンクレーンの通行許可
オールテレーンクレーンはつり上げ荷重100tクラス以上の超大型車両がほとんどであり、全装備状態で車両総重量が約60t以上となるので、上部クレーン部（旋回体，ブーム等）と下部クレーン用台車として分解搬送しなければならない。
クレーン用台車は、上部クレーン部を取外して自走し、上部クレーン部はトレーラ等で別搬送することが必須となり、作業現場に搬入して組立て、クレーン作業が終われば分解して搬出するという工程となる。

## 構造用材料の高張力化
1980年以前のトラッククレーン、ラフテレーンクレーンには、引張り強さ600N/mm²クラスの高張力鋼が使用されていた。
1980年代後半に欧州鉄鋼メーカーにより、引張り強さ1000N/mm²クラス（降伏点900N/mm²クラス）の溶接構造用鋼板が開発され、大型クレーンのブームに採用された。現在では欧州の大型クレーンの主要鋼材は、引張り強さ1200N/mm²クラスまでが使用されている。
国内では、1990年代初頭にオールテレーンクレーンにおいて引張り強さ1000N/mm²クラス（降伏点900N/mm²クラス）の超高張力鋼が採用された。現在のオールテレーンクレーンの一部では、引張り強さ1200N/mm²クラス（降伏点1100N/mm²クラス）の材料が使われている。
しかしながら、世界的には、日本より欧州での高張力化が進んでいるのが実状である。

## ブーム断面形状

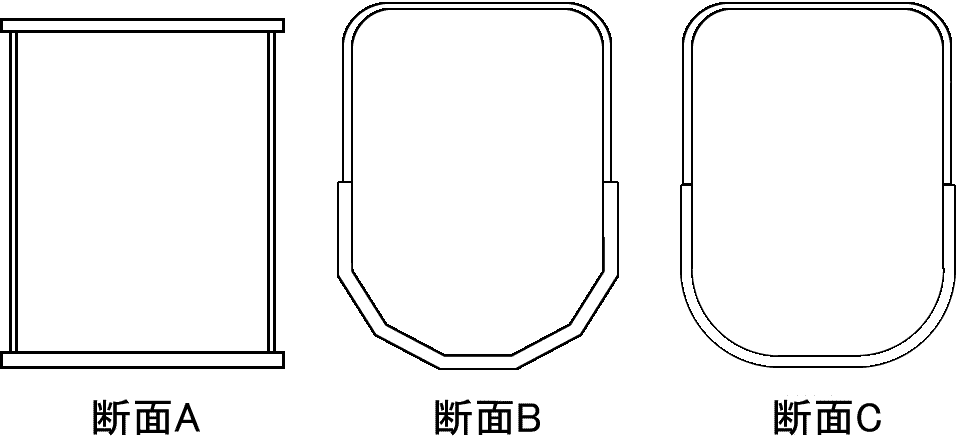
超高張力鋼の採用によるラフテレーンクレーン、オールテレーンクレーンのブーム断面の変化

鋼板の高張力化に伴って、その材料特性を引き出すために、ラフテレーンクレーン、オールテレーンクレーンのブーム断面形状が変化している。初期のブームは上板、下板、側板（左右）を溶接し箱断面を構成するシンプルなものだった（断面A）。その後、引張強さ1000N/mm²の超高張力鋼の採用に合わせて考案された断面は次の特徴がある（断面B）。
- 溶接部の強度低下を避けるため引張り応力の発生する断面上側コーナー部をプレス加工にした。
- 圧縮応力の発生する断面下側部分では、座屈強度が低下しないように、浅い角度でプレス加工し、座屈に対する剛性を向上させた。引張強さ1200N/mm²の超高張力鋼の採用時には、浅い角度のプレス加工を連続させた終局形であるラウンド形状が開発されている（断面C)。[6]

## ブームの伸縮方式
複数段ブームの伸縮機構は、従来は複数の伸縮用油圧シリンダとワイヤで構成されていた。１本のシリンダと１本のブームを常時連結して伸縮、または、１セットのワイヤ伸縮機構と１本のブームを常時連結して伸縮という仕組みであった。
これに置き換わる伸縮機構として、1本の油圧シリンダで複数段のブームを順次送り出し、ピン固定する方式が開発されている。伸縮用のアクチュエータが複数から１つになり、軽量・コンパクト化したことによるメリットは、安定性能、強度性能の向上とブームの長尺化が可能になったことである。
デメリットは、伸縮の際、油圧シリンダと各段ブームを連結、解除し、順次つかみ換えていくため、油圧シリンダが往復運動を繰り返すことになり、伸縮の所要時間が長くなることである。1本の油圧シリンダで複数段のブームを順次送り出し、ピン固定する方式は、2001年に100t吊りオールテレーンクレーンに採用され、その後の機種においても採用されている。

## 安全装置
移動式クレーンに備えられている安全装置、機能について。

### 取付けが義務づけられている安全装置
「移動式クレーン構造規格」において取付けが義務づけられているものは以下のとおり。

#### 巻過防止装置
フックが上限の高さになると、警報を発したりフックブロックの巻上げを自動停止させる装置。

#### 過負荷防止装置
クレーンで吊り上げた荷重が定格荷重を超える前に警報を発し、定格荷重を超えるとクレーンの過負荷側への作動を自動的に停止させる装置。

#### 安全弁等
油圧回路の流量や圧力を許容範囲内に制限する安全弁。

#### 回転部分の防護
歯車、軸等、回転部分の保護装置。

#### 警報装置
ブザーなどによる警報装置。

#### 傾斜角指示装置
ジブ起伏角の表示装置。

#### 外れ止め装置
ワイヤロープのはずれ止め。

#### 前照灯等
前照灯、尾灯、制動灯、後退灯、方向指示器、警音器、後写鏡、移動式クレーンの直前にある障害物を確認することができる鏡、速度計を備える必要がある。
※クローラクレーン及び被けん引式の移動式クレーンを除く。また、最高走行速度が三十五キロメートル毎時未満の移動式クレーン（最高走行速度が二十キロメートル毎時以上の移動式クレーンにあっては、原動機回転計を備えるものに限る。）にあっては、速度計を備えないことができる。

#### 操作回路
地絡事故による危害を防止するための操作回路の結線の方法。

### 過負荷防止装置の付随機能
トラッククレーン、ラフテレーンクレーン、オールテレーンクレーンにメカトロニクスが導入されるようになり、過負荷防止装置はマルチディスプレイ化され、以下の付随機能が備わるようになった。

#### 作業状態表示機能
つり荷重量、定格総荷重、ジブ長さ、作業半径、起伏角、揚程などを表示する機能。

#### 作業範囲規制機能
ブーム角度の上下、作業半径、最大揚程、旋回範囲（右、左）の制限設定を安全装置に入力することで、障害物に当たらないように自動的に停止させる機能。

#### ジャッキ反力シミュレーション機能
ブーム長さ、作業半径、荷重、ブームの状態、旋回位置等を入力することで、張り出しているアウトリガの各ジャッキが受ける反力をあらかじめ知ることができる機能。このことにより地盤養生を行い、陥没による転倒事故を未然に防止することができる。

#### 起伏作動の緩停止機能
起伏作動の停止時に、吊り荷が慣性により大きく前後に振れる現象が起こる。この現象を回避するために、制限値に到達するまでに自動的に速度を緩めて起伏作動を停止させる機能。

#### 旋回自動停止機能
過負荷領域への旋回を自動的に停止し、旋回時における転倒を防止する機能。

#### 作業状態の自動検出機能
- アウトリガ張り出し長さ自動検出（前後左右）
- カウンタウエイト装着自動

### その他、採用されている安全装置

#### 操縦機構の自動ロック
- 操作レバーロック：操作しないレバーを機械的にロックして、誤動作を防止するもの。
- ドラム（巻胴）ロック：ドラムにロープ張力が働き、不用意に回転するのを防止するもの。
- 旋回ロック：上部旋回体の動作を固定するもの。
- アウトリガロックピン：アウトリガボックスとアウトリガビームを固定するもの。

#### モニタ機能
旋回体後部にカメラを取り付け、ウインチドラムをモニタすることにより、ウインチの微動操作や、ワイヤロープの乱巻きの監視を行うことができる。また、ブーム先端左側にカメラを取り付け、道路走行時のブーム先端左側をモニタして、見通しの悪い交差点での安全確認を行うことができる。吊上げ高さが大きい機種ではブームトップに重力垂下型カメラを取り付けて、吊荷を真上から監視することも行われている。

#### オート・レベラ
アウトリガ張り出し操作を自動化し、機体を水平状態に保つもの。

#### ウインチのネガティブブレーキ機構
通常はブレーキが効いていて、巻き上げ、巻き下げ、自由降下操作時に油圧シリンダでブレーキを自動的に緩解するもの。

## 移動式クレーンの運転資格
- つり上げ荷重5トン以上の移動式クレーンの運転は移動式クレーン運転士免許（国家資格。学科試験・実技試験に合格すると免許される）が必要。
- つり上げ荷重1トン以上5トン未満の移動式クレーンの運転は小型移動式クレーン運転技能講習（3日程度の学科および実技教育）が必要。
- つり上げ荷重1トン未満の移動式クレーンの運転は特別教育（2日程度の学科および実技教育）が必要。

以上の資格では、（移動しない）クレーンを運転することはできない。移動式クレーンの免許があっても、天井クレーンや揚貨装置を運転することはできない（ただし、類似の資格であるためそれらの免許試験・技能講習・特別教育を受ける際に一部科目の免除は適用される）。

## 各種移動式クレーンの画像集

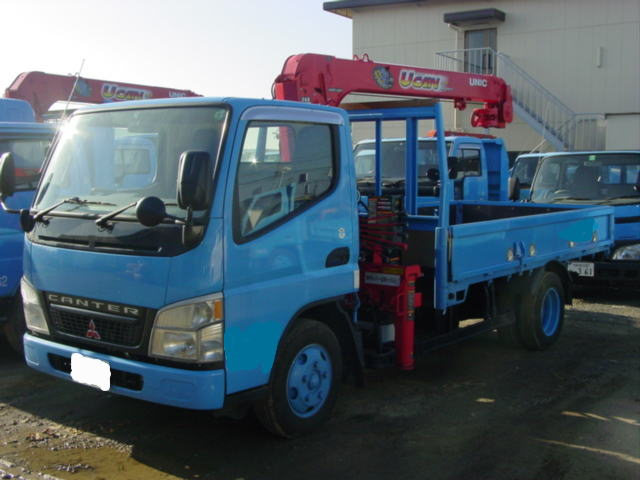
車両積載形トラッククレーン（カーゴクレーン）
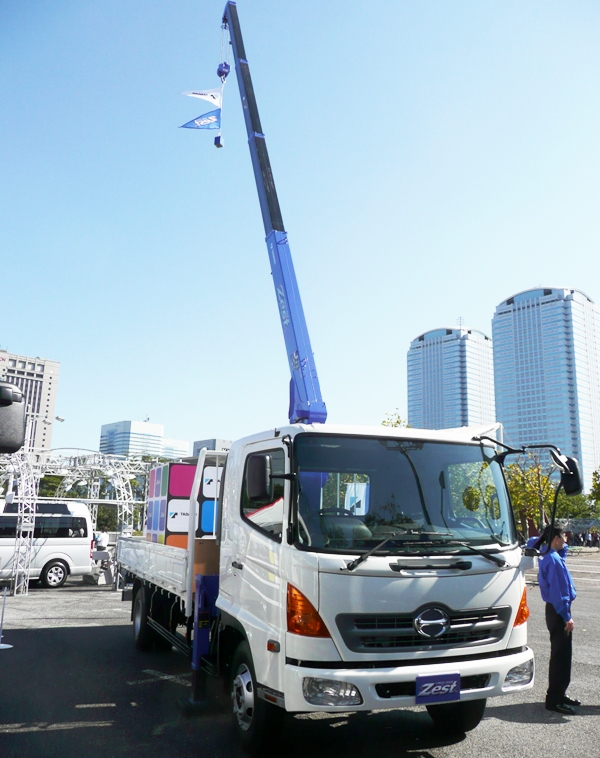
ジブを上げた車両積載形トラッククレーン
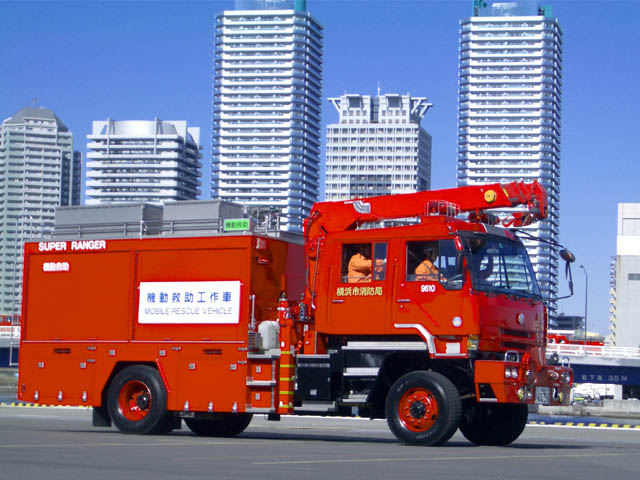
救助工作車
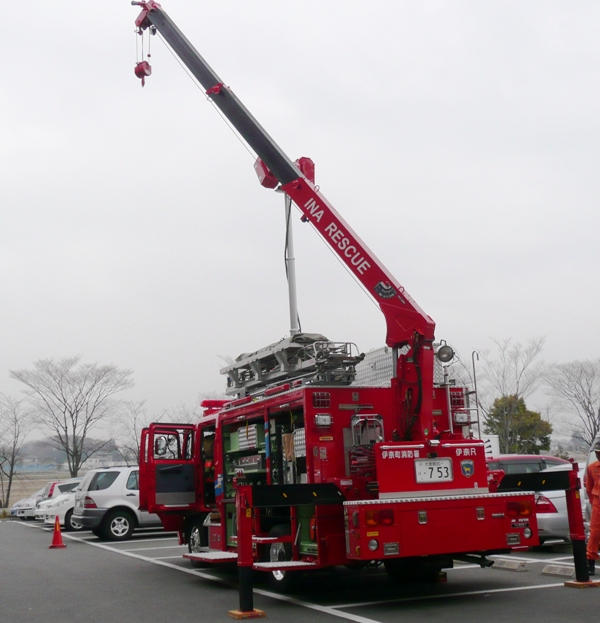
救助工作車（後部）
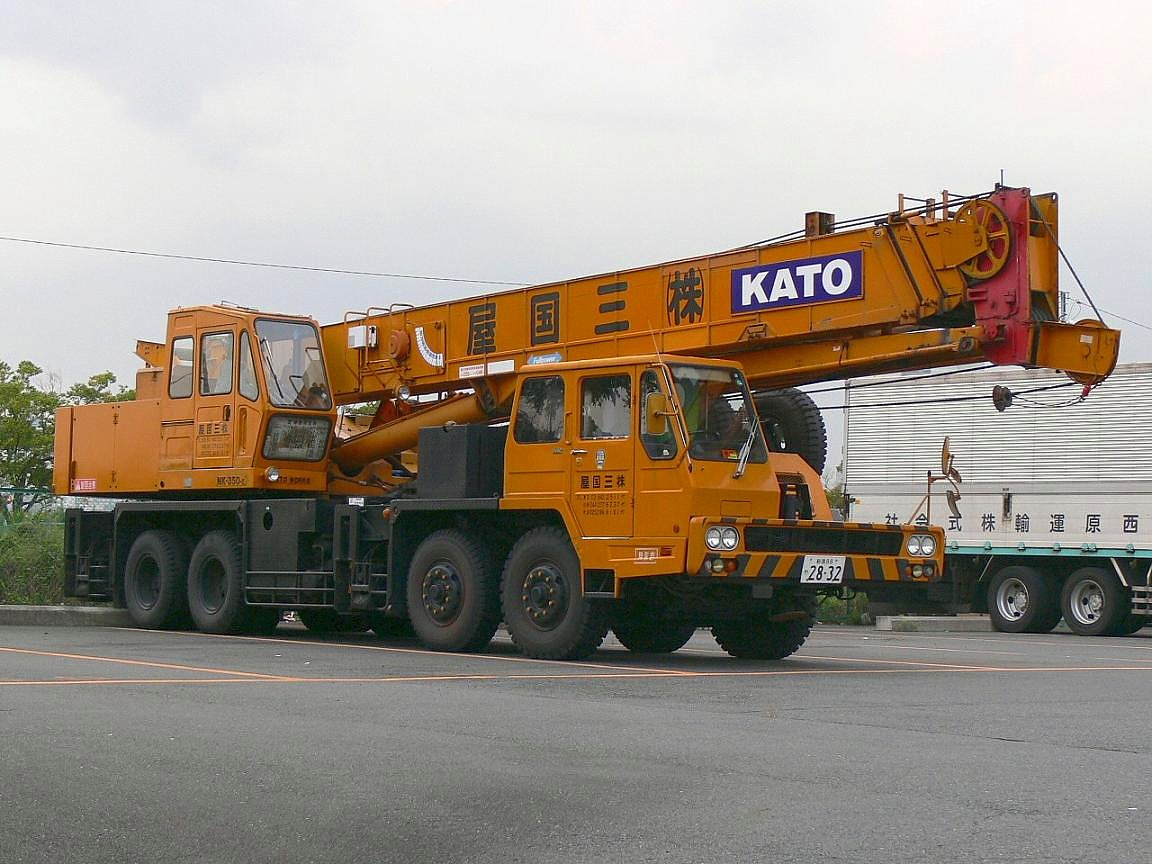
トラッククレーン
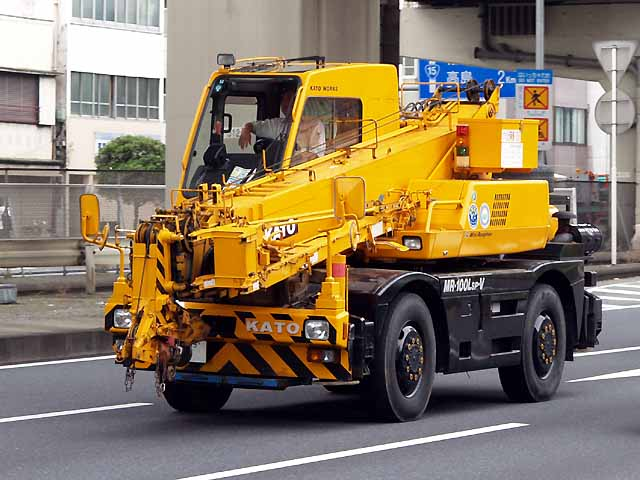
ラフテレーンクレーン
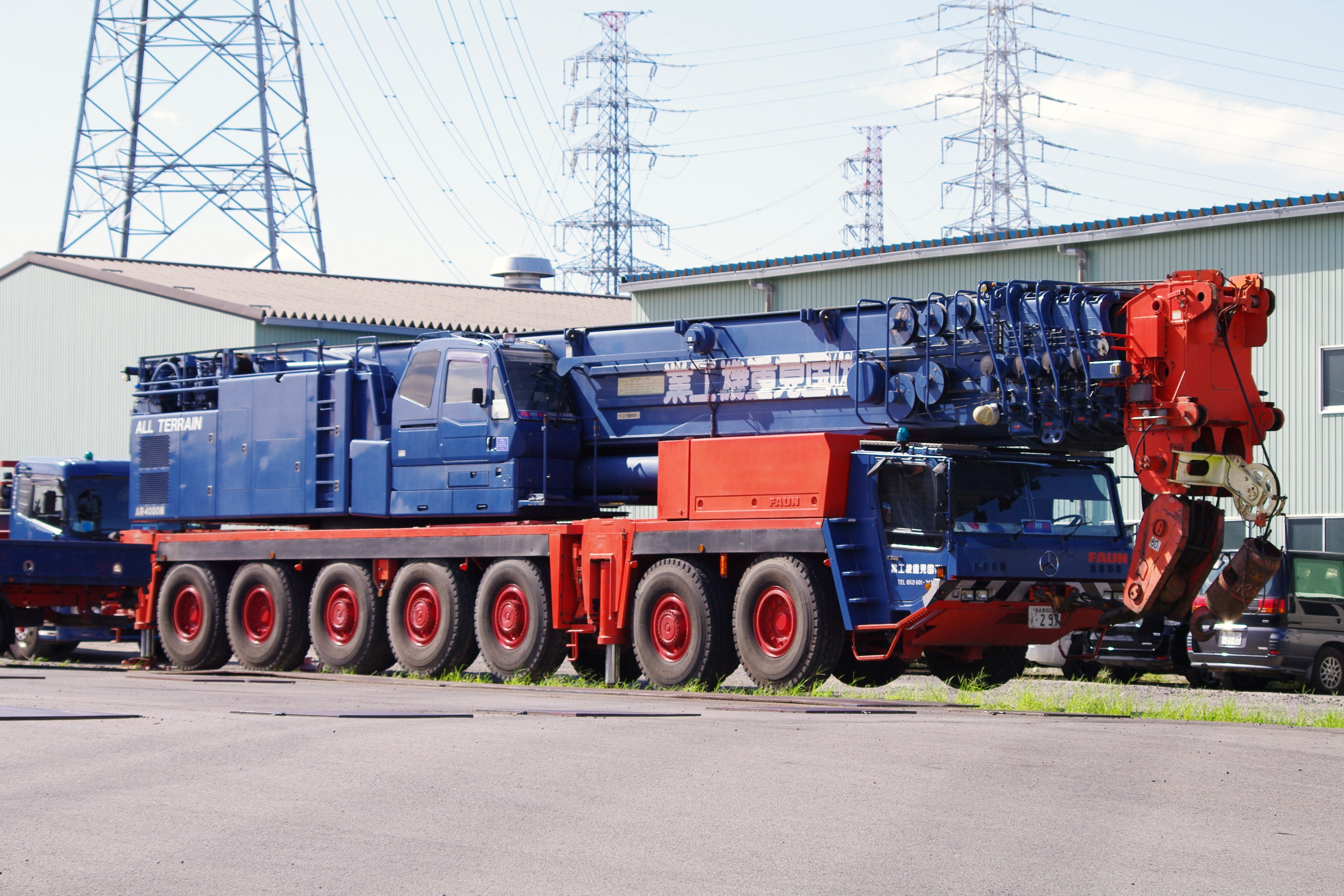
オールテレーンクレーン
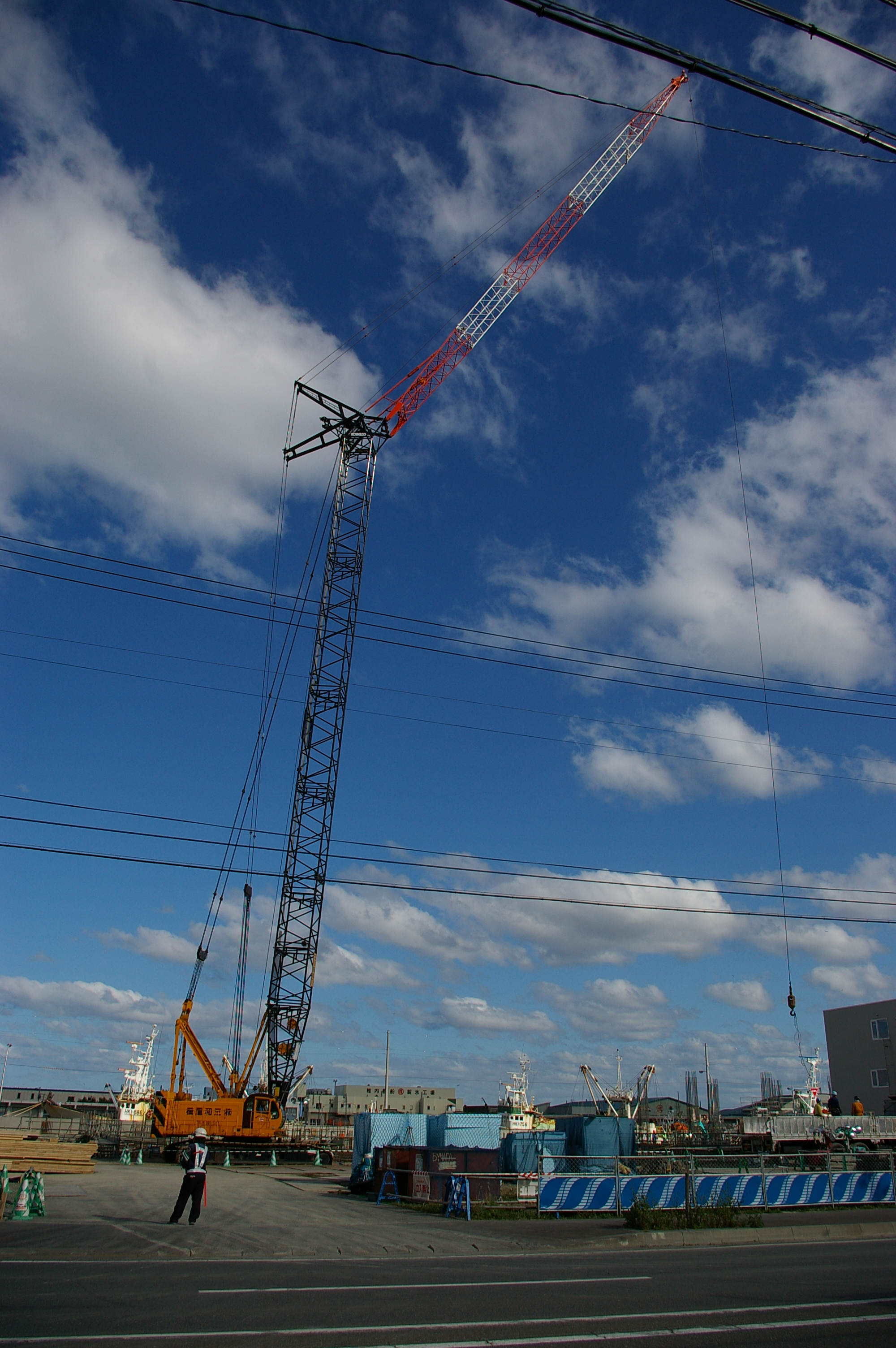
クローラークレーン
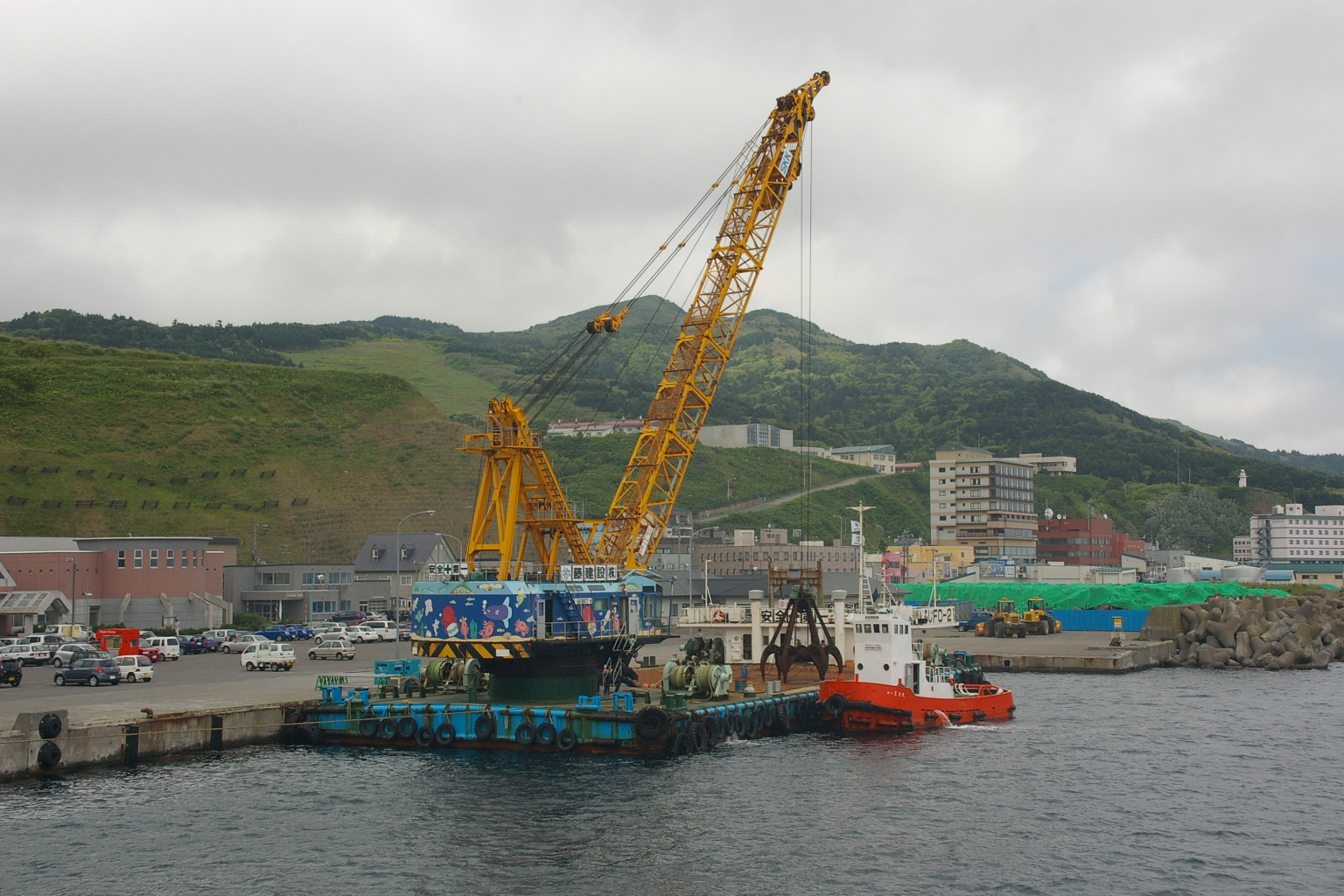
クレーン船
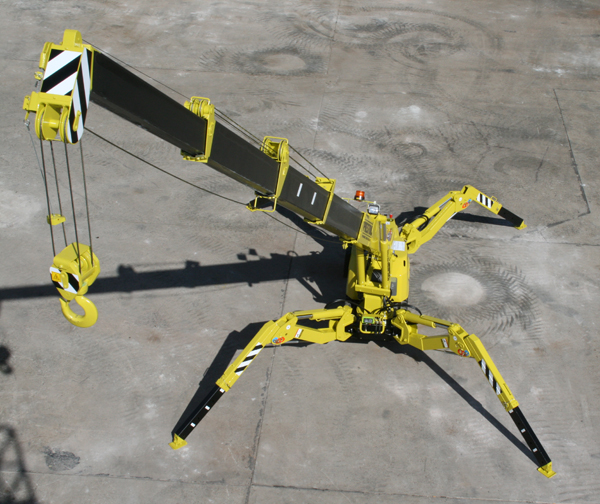
車体側面にアウトリガを取り付けた「かにクレーン」